# Monismo anomalo
Il monismo anomalo è una teoria proposta dal filosofo statunitense Donald Davidson nel tentativo di risolvere il problema del dualismo mente-corpo. Essa è esposta per la prima volta nel saggio Eventi mentali del 1970.
Col monismo anomalo Davidson vuole affermare un rigoroso fisicalismo sul piano ontologico, senza con ciò ridurre completamente la psicologia e la mente alla fisica e alla materia (e per questo la sua posizione può definirsi "fisicalismo non riduttivo").
Quella di Davidson è infatti una Teoria dell'identità delle occorrenze (token-identity theory), distinta dalle precedenti teorie materialiste dell'identità dei tipi (type-identity theory). Ogni occorrenza di un evento mentale, per questa teoria, è identica a un evento fisico, ma ciò non implica che esista un procedimento per descrivere qualsiasi tipo, o classe, di entità mentali in termini fisici.
Il monismo anomalo deriva da queste tre premesse o principî:
1)  Principio d'interazione causale: «almeno alcuni eventi mentali interagiscono causalmente con eventi fisici».
2)  Principio del carattere nomologico della causalità: «dove c'è causalità deve esserci una legge: gli eventi che stanno in relazione di causa e effetto ricadono sotto leggi strettamente deterministiche».
3)  Principio dell'anomalia del mentale: «non vi sono leggi strettamente deterministiche sulla base delle quali poter prevedere e spiegare gli eventi mentali» 
Dato che, in effetti, l'identità delle occorrenze è una conseguenza logica delle premesse ora esposte, difendere o attaccare il monismo anomalo significa difenderne o attaccarne le premesse. Il primo principio potrebbe non essere accettato dai teorici dell'azione wittgensteiniani; il secondo potrebbe non ricevere accoglienza universale in tutte le filosofie della scienza, ma è forse il meno problematico; quello di gran lunga più controverso è invece il terzo, tanto da far sembrare l'intera argomentazione una petizione di principio. Davidson, comunque, argomenta anche in modo indipendente a favore del principio dell'anomalia del mentale, sulla base di considerazioni olistiche.

Nel tentativo di chiarire ulteriormente la relazione tra l'ambito del fisico e quello del mentale, Davidson spiega che i fenomeni mentali sono "sopravvenienti" rispetto ai fenomeni fisici: il concetto di sopravvenienza (supervenience) sta a indicare che, dato un oggetto O, sia F l'insieme di tutti i predicati fisici ad esso applicabili, e sia M l'insieme dei predicati mentali che lo descrivono, allora, non è possibile togliere o aggiungere nessun predicato a M, senza togliere o aggiungere qualcosa a F (mentre potrebbe accadere l'inverso). In altre parole, la sopravvenienza implica che ogni modificazione intervenuta a livello mentale sarà necessariamente accompagnata da modificazioni a livello del sistema nervoso, ma non viceversa.
Secondo alcuni critici (come Ted Honderich o Jaegwon Kim) la proposta di Davidson è insoddisfacente perché, pur ammettendo la realtà dei fenomeni mentali, li renderebbe "causalmente inerti". Il principio dell'anomalia del mentale implicherebbe, infatti, che gli unici predicati causalmente rilevanti nella spiegazione di un qualsiasi fenomeno sono quelli fisici, il che presta il fianco all'accusa di "epifenomenalismo". Davidson però obietta che non nega l'esistenza di leggi psicofisiche tout-court : esse svolgono anzi un ruolo fondamentale. Semplicemente, tali leggi non sono deterministiche e non hanno valore universale, in virtù del carattere irriducibilmente "disposizionale" dei termini mentali (una precisazione che avvicina Davidson al comportamentismo filosofico di Gilbert Ryle).
Riassumendo, il monismo anomalo sostiene che fenomeni mentali e materiali non sono ontologicamente separati (come lo erano nel dualismo cartesiano), ma appartengono alla stessa realtà (da qui il termine "monismo"). Nonostante ciò i fenomeni mentali non sono completamente riducibili alle leggi dei fenomeni materiali. Per questo la posizione si chiama "anomala", cioè "senza leggi" (per falsa etimologia, da "alfa privativo = senza + nomos = legge"; oppure, come preferito in ambito anglosassone: an + "homalos" = non regolare). Quindi si evitano le assurdità del dualismo e dell'interazionismo senza cadere nel riduzionismo o nell'eliminativismo.